# Al Pratt
Al Pratt è un personaggio immaginario dei fumetti della DC Comics, il primo a essere l'alter ego del supereroe noto come Atomo. Esordì nella serie All-American Comics n. 19 (ottobre 1940). Inizialmente non aveva superpoteri ma era un piccolo studente universitario e più tardi uno psichiatra.
Il personaggio sembrerebbe ispirarsi alla vita di Joe Greenstein, un uomo conosciuto professionalmente come il "Potente Atomo". Sia il vero Greenstein che l'immaginario Al Pratt erano insolitamente piccoli, culturisti e pugili autodidatti per contrastare la salute cagionevole dell'infanzia.

## Storia editoriale
Esordì nella serie All-American Comics n. 19 (ottobre 1940) e l'ultima apparizione nella Golden Age fu in All-Star Comics n. 57 nel 1951, anche l'ultima storia della Justice Society della Golden Age. Più tardi fu rivelato che una sezione speciale del Senato si mobilitò per ottenere le identità di tutti i supereroi attivi, il che portò tutti i membri della Justice Society a ritirarsi.

## Biografia del personaggio

### Golden Age
Inizialmente era un ragazzo molto gracile oltre che alto un metro e 62 centimetri, ma poi venne preparato a combattere dall'ex pugile Joe Morgan (lo stesso uomo che allenò i colleghi di Al, Wildcat e il Guardiano). Pratt presto divenne un socio fondatore della Justice Society of America, apparendo in varie storie della squadra durante le loro originali apparizioni nella Golden Age. Più tardi divenne un membro fondatore e attivo dell'All-Star Squadron. Durante la Seconda guerra mondiale, Pratt servì come autista di carri armati nell'esercito. Nel 1948 acquisì una super forza come risultato dei latenti effetti della sua battaglia del 1942 con il riluttante criminale Cyclotron (dopo di cui, Pratt ridisegnò il suo costume). Fu più tardi rivelato che prese una custodia parziale della figlia di Cyclotron, Terri.

### Silver Age
Pratt resuscitò con il resto della squadra nel 1963 nella serie The Flash (vol. 1), n. 137, e continuò a fare varie comparse negli anni che seguirono. Il suo status con la Justice Society of America fu quello di membro di riserva fino alla formazione dell'Infinity, Inc.. Dopo Crisi sulle Terre infinite, in gli Ultimi Giorni della Justice Society Special (1986) si disse quanto Pratt, insieme ai suoi compagni, prevenne la liberazione di Ragnarǫk, un evento di dislocazione temporale e di distruzione del mondo che iniziò con Adolf Hitler originalmente il 12 aprile 1945. Al fine di evitare la distruzione del mondo, Al e gli altri scelsero di entrare nel magico limbo – apparentemente per l'eternità.
Nella mini-serie del 1992 Armageddon: Inferno portò Al Pratt e gli altri membri della JSA indietro al mondo post-crisi. La brevissima serie Justice Society of America (1992-1993) la storia della reintegrazione della JSA nella società. Al fu descritto come un uomo corto, calvo e tarchiato con mani radioattive super potenti e un corpo da sessantenne. Fu descritto anche come un uomo più interessato ad allenare le nuove generazioni di eroi piuttosto che "correre dietro a pazze missioni da supereroe" (numero n. 2), sebbene fosse ancora una testa calda. La serie portò Al e la JSA in conflitto con Ultra-Humanite, Pol St. German e Kulak lo Stregone.
La Justice Society fu in servizio brevemente solo quando nel 1994 la miniserie Ora zero descrisse l'assassinio di Al dal criminale temporale Extant.

### Anni ottanta e novanta
Negli anni ottanta esordì il figlioccio di Al Pratt, Albert Rothstein, conosciuto come il supereroe Nuklon (più tardi cambiò il nome in Atom Smasher), apparve per la prima volta come membro della Infinity, Inc.. Negli anni novanta, fu rivelato che Pratt aveva un figlio chiamato Grant Emerson. Al Pratt non ne era a conoscenza; gli fu detto che c'erano state complicazioni durante la nascita e che il bambino non era sopravvissuto. In realtà, Grant fu rapito e geneticamente alterato in un superessere dal criminale immortale Vandal Savage; dopo l'entrata nella pubertà divenne il supereroe Damage. Damage più tardi apparve in due incarnazioni nei Teen Titans, finché si unì ai Combattenti per la Libertà e lo fu finché non si unì alla Justice Society of America.
Inizialmente si era creduto che il Manhunter moderno, Kate Spencer era sua nipote. Tuttavia, Kate è in realtà la nipote di Phantom Lady e Iron Munro. Al Pratt permise a Sandra Knight (Phantom Lady) di usare i suoi informatori al fine di entrare in una casa per ragazze madri, che portò al mescolamento.
Nel dopo vita, Atomo divenne amico del recentemente scomparso Starman, David Knight. In sogno, David portò suo fratello, il prossimo Starman, Jack Knight ad un banchetto nel limbo frequentato da Atomo e molti altri uomini del mistero deceduti.

## Altri media
- Nell'episodio Colleghi paralleli della serie animata Justice League, la JLA si allea con una versione alternativa della JSA chiamata Justice Guild of America. Il membro della JGA Tom Turbine è un incrocio tra l'Atomo della Golden Age e il Superman della Golden Age.
- Al Pratt compare nell'episodio Giustizia assoluta della serie televisiva Smallville, interpretato da Glenn Hoffman. Qui è un supereroe degli anni settanta ed un docente di fisica al Calvin College, che successivamente viene arrestato durante una manifestazione studentesca. Tutto ciò fu un piano del governo come missione per abbattere la JSA. Non fu mai messo in carcere, ma dovette abbandonare la carriera supereroistica poiché il governo adesso conosceva la sua identità segreta. Fu poi nominato dal Dottor Fate nella frase «Tic-Toc, ad Hourman è finito il tempo ed Atom è diviso a metà».
- Al Pratt compare brevemente in cameo nel film del DC Extended Universe (DCEU) Black Adam (2022), interpretato da Henry Winkler. In questa versione del personaggio è lo zio e mentore del giovane supereroe Atom Smasher (Albert Rothstein).